# Химнастик (футбольный клуб, Таррагона)
«Химнастик» (кат. и исп. Gimnàstic de Tarragona) — испанский футбольный клуб из города Таррагона, в одноимённой провинции в автономной области Каталония. Клуб основан в 1914 году, гостей принимает на арене «Ноу Эстади де Таррагона», вмещающей 14 500 зрителей. Лучшие годы клуба пришлись на 40-е годы XX века, когда он провёл большинство своих сезонов в Примере. Лучшим результатом является 7-е место в сезоне 1947/48. Последний раз в высшую испанскую лигу клуб поднимался в сезоне 2006/07.

## Достижения
- Сегунда B
  - Победитель: 1996/97
- Терсера
  - Победитель (7): 1944/45, 1954/55, 1960/61, 1965/66, 1966/67, 1971/72, 1977/78

## Сезоны по дивизионам
- Примера — 4 сезона
- Сегунда — 20 сезонов
- Сегунда B — 25 сезонов
- Терсера — 25 сезонов
- Региональная лига — 1 сезон